# 紐芬蘭自治領
紐芬蘭自治領（英語：Dominion of Newfoundland）是一個存在於1907年至1949年期間，地处北美洲東部大西洋沿岸，以英国君主为其元首的政治實體。1854年紐芬蘭成為自治殖民地，1907年紐芬蘭成為自治領。第一次世界大戰期間，大量紐芬蘭人在戰爭中犧牲，加之後來的大蕭條，導致紐芬蘭經濟出現困難。1934年，英国暫停了紐芬蘭的自治領地位，直接任命对英国负责的紐芬蘭總督并使其組建和領导紐芬蘭政府，紐芬蘭由此成為事实上的英国屬地。第二次世界大戰結束後，紐芬蘭要求獨立或併入加拿大的呼聲升溫。1948年，紐芬蘭舉行公投，赞成併入加拿大。1949年3月31日，紐芬蘭併入加拿大，成为加拿大的纽芬兰省（2001年更名為紐芬蘭與拉布拉多省）。